# Skeleton-Juniorenweltmeisterschaft 2006
Die Skeleton-Juniorenweltmeisterschaft 2006 war die vierte Austragung der Skeleton-Juniorenweltmeisterschaft und fand in Innsbruck auf dem Olympia Eiskanal Igls. Bei den Frauen riss die deutsche Siegesserie und die Australierin Melissa Hoar sicherte sich den Junioren-Weltmeistertitel. Bei den Männern sicherte sich Alexander Tretjakow die Juniorenweltmeisterschaft.

## Teilnehmende Nationen
| Europa (9 Nationen) |                                                         |
| --- | ------------------------------------------------------- |
| \| - Deutschland - Italien - Norwegen - Österreich - Rumänien \| - Russland - Schweiz - Spanien - Vereinigtes Königreich \| |                                                         |
| Amerika (1 Nation) |                                                         |
| - Amerikanische Jungferninseln - Kanada - Vereinigte Staaten                                                                |                                                         |
| Asien (1 Nation) |                                                         |
| - Japan |                                                         |
| Ozeanien (1 Nation) |                                                         |
| - Australien |                                                         |
| - Deutschland - Italien - Norwegen - Österreich - Rumänien                                                                  | - Russland - Schweiz - Spanien - Vereinigtes Königreich |

## Medaillenspiegel
| Platz | Land        |   |   |   |   |
| ----- | ----------- | - | - | - | - |
| 1     | Russland    | 1 | – | 1 | 2 |
| 2     | Australien  | 1 | – | – | 1 |
| 3     | Deutschland | – | 2 | 1 | 3 |
| Total | Total       | 2 | 2 | 2 | 6 |

## Medaillengewinner
| Wettbewerb | Gold                | Gold        | Silber              | Silber      | Bronze            | Bronze      |
| Wettbewerb | Sportler            | Leistung    | Sportler            | Leistung    | Sportler          | Leistung    |
| ---------- | ------------------- | ----------- | ------------------- | ----------- | ----------------- | ----------- |
| Frauen     | Melissa Hoar        | 1:51,62 min | Julia Eichhorn      | 1:51,78 min | Marion Trott      | 1:52,26 min |
| Männer     | Alexander Tretjakow | 1:48,46 min | Matthias Biedermann | 1:48,58 min | Alexander Mutowin | 1:48,63 min |